# Detlef Blöcher

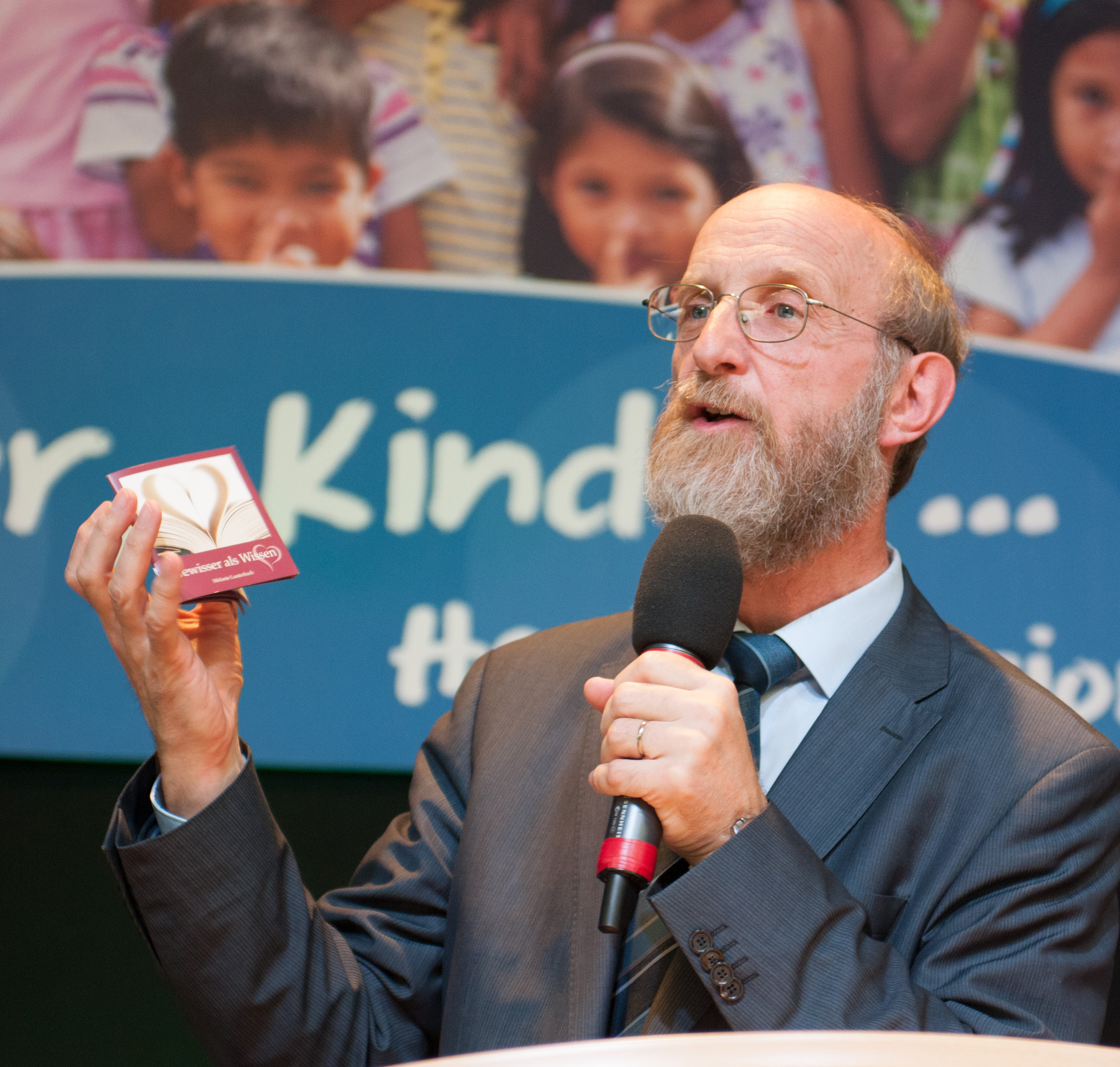
Blöcher im September 2014

Detlef Blöcher (* 15. Januar 1953 in Frankfurt am Main) ist ein deutscher Physiker und war langjähriger Direktor des christlichen Hilfs- und Missionswerkes DMG interpersonal in Sinsheim bei Heidelberg. Er ist Autor mehrerer internationaler Studien und zahlreicher Fachartikel.

## Leben
Der promovierte Physiker arbeitete in der medizinischen Forschung und Lehre in Deutschland und später in seinem Fachgebiet in der Krebsforschung und zwischen 1986 und 1990 als Dozent im Nahen Osten. 1991 wurde er Personalleiter der Deutschen Missionsgemeinschaft (heute DMG interpersonal). Im Jahr 2000 übernahm er deren Leitung von Manfred A. Bluthardt, die er bis 2018 innehatte.
Seit 1996 ist Detlef Blöcher auch Associate der Missionskommission der World Evangelical Alliance (WEA), in deren Auftrag er mehrere missiologische Forschungsprojekte geleitet hat. In diesem Zusammenhang entstanden Fachartikel über die Studien REMAP I und REMAP II, die sich mit Methoden, Effektivität und Grenzen moderner christlichen Missionsarbeit beschäftigen. Zudem gilt Blöcher als Experte für christliche Mission und Entwicklungshilfe und hat dazu zahlreiche Fachartikel in christlichen Zeitschriften wie der Entscheidung und idea spektrum veröffentlicht.
Von 2004 bis 2018 engagierte sich Blöcher auch als Vorsitzender der Arbeitsgemeinschaft Evangelikaler Missionen (AEM). Seit 2023 ist er Vorsitzender des Instituts für Islamfragen der Evangelischen Allianzen in Deutschland, Österreich und der Schweiz (IfI). Blöcher gilt als Befürworter der umstrittenen Judenmission.

## Werke (Auswahl)
- Detlef Blöcher: Strahleninduzierte DNA-Doppelstrangbrüche in Ehrlich Ascites Tumorzellen und ihre mögliche Bedeutung für das Zellüberleben. Dissertation. Frankfurt/M. 1981, DNB 820194603, S. 247.
- Detlef Blöcher: Reducing Missionary Attrition Project (ReMAP). Forschungsprojekt der WEA. 1996.
- Detlef Blöcher: Retaining Missionaries: Agency Practices (ReMAP II). Forschungsprojekt der WEA. 2005.
- Jonathan Lewis (Hrsg.): Working your way to the nations. A guide to effective tentmaking. „Getting Perspective“ von Detlef Blöcher. Intervarsity Press, Downers Grove IL 1996, ISBN 0-8308-1905-3.
- William Taylor (Hrsg.): Too valuable to lose. Exploring the causes and the cures of missionary attrition. Further Findings in the Research Data – Detlef Blöcher (Germany) and Jonathan Lewis (USA/Argentina). William Carey Library, Pasadena CA 1997, ISBN 0-87808-277-8.
- mit Andreas Kümmerle (Hrsg.): Ich bin ein Fremder gewesen. Mission zwischen Fluchtursachenbekämpfung und Willkommenskultur. Evangelischer Verlag, Stuttgart 2020, ISBN 978-3-945369-89-0.

Fachartikel über Mission und Entwicklungshilfe
- Eins Magazin, Februar 2014, S. 12: Etwas verändern, das nachhaltig hilft.
- idea-spektrum 3.2013, S. 26–27: Weltmission 2013: Gott geht neue Wege. Trends in der Mission.
- idea-spektrum 9.2012, S. 20–22: Was heißt eigentlich Mission? Fakten und Missverständnisse.
- Zeitschrift „ethos“ 9/2011, S. 10–15: Dossier Berufung. In eine andere Kultur berufen. Fachartikel und Interview von und mit Dr. Detlef Blöcher.
- Zeitschrift „factum“: Den Menschen zugewandt. Detlef Blöcher über Mission, Respekt und 6650 Völker ohne christliche Gemeinde.
- Zeitschrift „Hoffen und Handeln“ 10-2010, S. 7–9: Zerstört christliche Mission indigene Kulturen Teil II.
- Zeitschrift „ethos“, Sept. 2010, S. 2–4: Dossier Armut. Mit Herz, Hand und Mund.
- Zeitschrift „Hoffen und Handeln“, 9-2010, S. 4–6: Zerstört christliche Mission indigene Kulturen, Teil I.
- Jugendzeitschrift „komm“, Juni 2010: Von Gott berufen, aber wie?
- Magazin Eins, Mai 2010, S. 6–9: Christen sind gesandt in die Welt. Theologische und praktische Überlegungen zum Missionsauftrag.
- Was ist integrale Mission? (PDF) Vertiefungsartikel der Micha-Initiative „Stop Armut“ zur Kurseinheit „Just People“.
- Evangelikale Missiologie (em): 30.2014,2 (180), S. 97–104: Langfristiges Sprach- und Kulturstudium für Missionare lohnt sich / Detlef Blöcher
- Wie sich die Missionsbewegung des Südens weiter entfalten wird. (PDF) Einschätzung ihrer Missionsleiter.
- Noch Missionare aus Deutschland? Die Dritte Welt will auf westliche Missionare nicht verzichten. Hintergrundartikel in der Zeitschrift der Velberter Mission.
- Muss Mission denn wirklich sein? (PDF) Interview in der Zeitschrift idea-spektrum über Kritik aus Deutschlandfunk, ZDF und „Spiegel“ an theologisch konservativen Protestanten.
- 100 Jahre Weltmissionskonferenz in Edinburgh – Kein Grund zum Feiern? (PDF) Presseveröffentlichung des 2. Ökumenischen Kirchentages. Text eines Vortrages von Detlef Blöcher.